# Modrîci, Drohobîci
Modrîci (în ucraineană Модричі) este o comună în raionul Drohobîci, regiunea Liov, Ucraina, formată numai din satul de reședință.

## Demografie
Componența lingvistică a comunei Modrîci
     Ucraineană (99,59%)
     Alte limbi (0,33%)
Conform recensământului din 2001, majoritatea populației comunei Modrîci era vorbitoare de ucraineană (99,59%), existând în minoritate și vorbitori de alte limbi.